# Orden Camilo Cienfuegos
La Orden Camilo Cienfuegos es una condecoración cubana establecida el 10 de diciembre de 1979 y nombrado en honor del héroe de la Revolución Cubana, Camilo Cienfuegos Gorriarán.

## Recibiendo la orden
La orden se divide en dos grados, que se otorgarán a miembros de las Fuerzas Armadas Revolucionarias en servicio activo, en reserva o retirados, a ciudadanos civiles o militares de países amigos, por méritos extraordinarios en la defensa de la patria socialista, por mérito extraordinario en la planificación o ejecución de acciones de combate, en defensa de las conquistas y la soberanía de Cuba.

## Descripción
La medalla de la orden está hecha de plata como un rectángulo convexo de color dorado, en el que está marcada con cortes profundos una cruz con extremos ensanchados. En el centro de la comienda se coloca una placa redonda, en cuyo centro se encuentra una efigie en relieve de Camilo Cienfuegos. En la parte superior de la circunferencia de la placa hay una banda de esmalte verde con la inscripción: “CAMILO CIENFUEGOS”, y en la parte inferior ramas de laurel y roble, entre las cuales hay una estrella de cinco puntas. El pedido va acompañado de una gafete cubierta con una cinta muaré de seda roja con rayas amarillas y azules en el borde derecho.